# Ignatius van der Stock

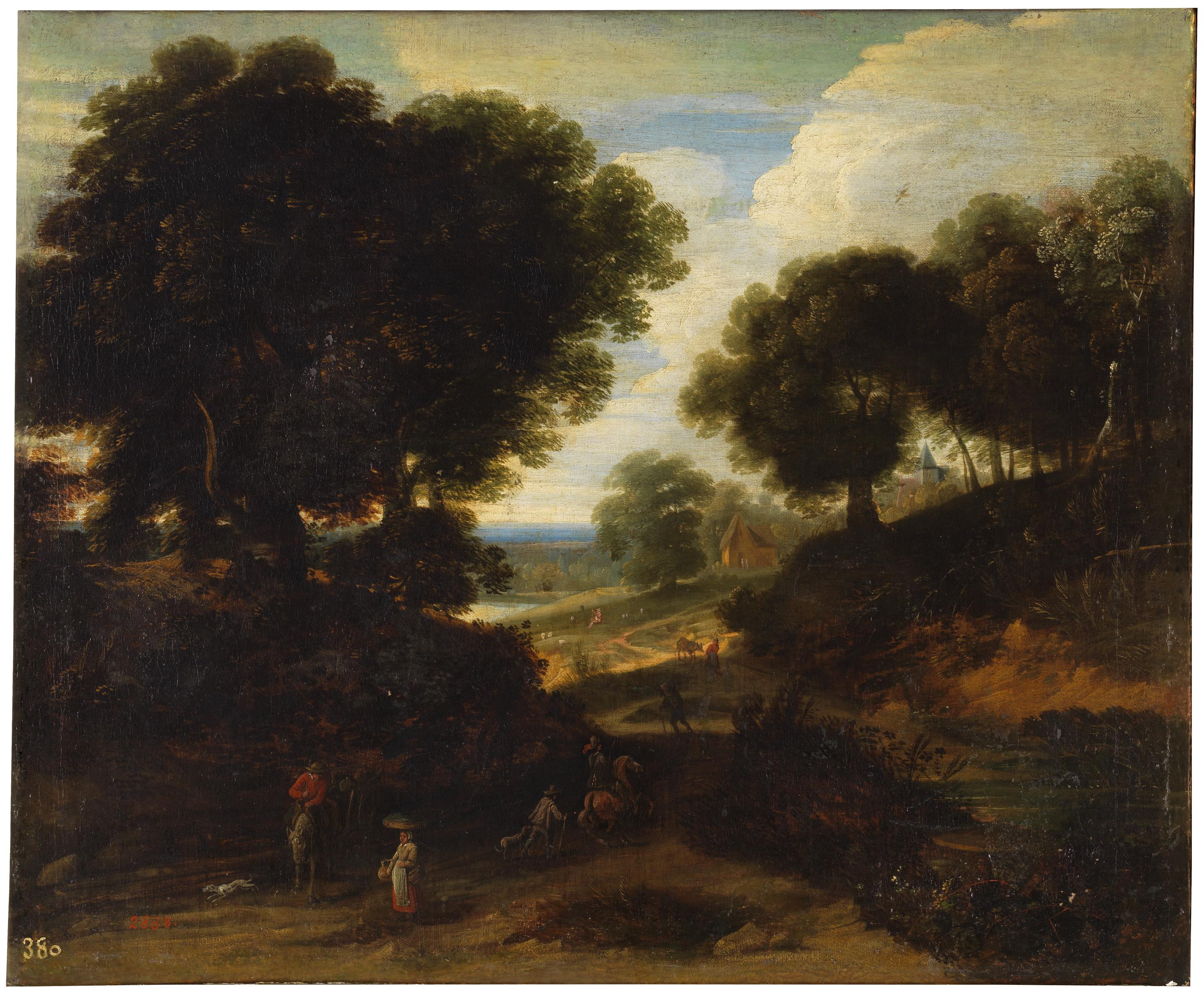
Paesaggio (1660)

Ignatius van der Stock (1635 circa – dopo il 1664) è stato un pittore e incisore fiammingo specializzato in pittura paesaggistica.

## Biografia
Si conosce molto poco delle origini e della vita di quest'artista. Riguardo alle prime, è nota la sua discendenza in linea diretta dal pittore Vrancke van der Stock.
Le prime notizie riguardanti la sua vita lo danno presente intorno al 1653 a Bruxelles, dove studiò presso Lodewijk de Vadder e Jacques Fouquières. Nel 1660 entrò a far parte della locale Corporazione di San Luca e nel 1665 Adriaen Frans Boudewijns divenne suo allievo.
Non si hanno notizie certe relative a periodi successivi, da cui si presume la morte in giovane età dell'artista.
È stata scoperta la sua firma su alcuni paesaggi come Gesù Cristo in un paesaggio (1661, Bruxelles, Chiesa di Santa Gudula) e Paesaggio (1660, Museo del Prado). Inoltre si conoscono alcune incisioni da paesaggi suoi e di Jacques Fouquières. Altri paesaggi gli sono stati attribuiti per analogia di stile.
Dalle sue opere traspare una forte influenza di Jacques d'Arthois.

## Opere
- Foresta, acquaforte, 17,3 x 24 cm, da Jacques Fouquières, 1653, Rijksmuseum, Amsterdam[4]
- Veduta di Linkebeek, acquaforte, 17,1 x 24,5 cm, 1653, Rijksmuseum, Amsterdam[4]
- Palude, acquaforte, 17,5 x 24,2 cm, 1653, Rijksmuseum, Amsterdam[4]
- Paesaggio fluviale, acquaforte, 17,5 x 24,2 cm, da Jacques Fouquières, 1653, Rijksmuseum, Amsterdam[4]
- Paesaggio con cavaliere, acquaforte, 23,2 x 33,3 cm, 1653, Rijksmuseum, Amsterdam[4]
- Paesaggio con due cervi, acquaforte e acquatinta, 22,3 x 32,7 cm, 1653, Rijksmuseum, Amsterdam[4]
- Paesaggio con mulo, acquaforte, 23,7 x 32,9 cm, 1653, Rijksmuseum, Amsterdam[4]
- Paesaggio, 1660, Museo del Prado, Madrid
- Gesù Cristo in un paesaggio, 1661, Chiesa di Santa Gudula, Bruxelles